# ذيل الثعلب الإيطالي
ذيل الثعلب الإيطالي أو دخن ذيل الثعلب أو دُخْن العصافير   أو دُخْن إيطالي  أو دُخن (بالإنجليزية: Foxtail millet)‏ واسمه العلمي (باللاتينية: Setaria  italica) نوع نباتي عشبي يتبع جنس ذيل الثعلب من الفصيلة النجيلية. هو أحد محاصيل الحبوب من مجموعة الدخن.

## معرض صور

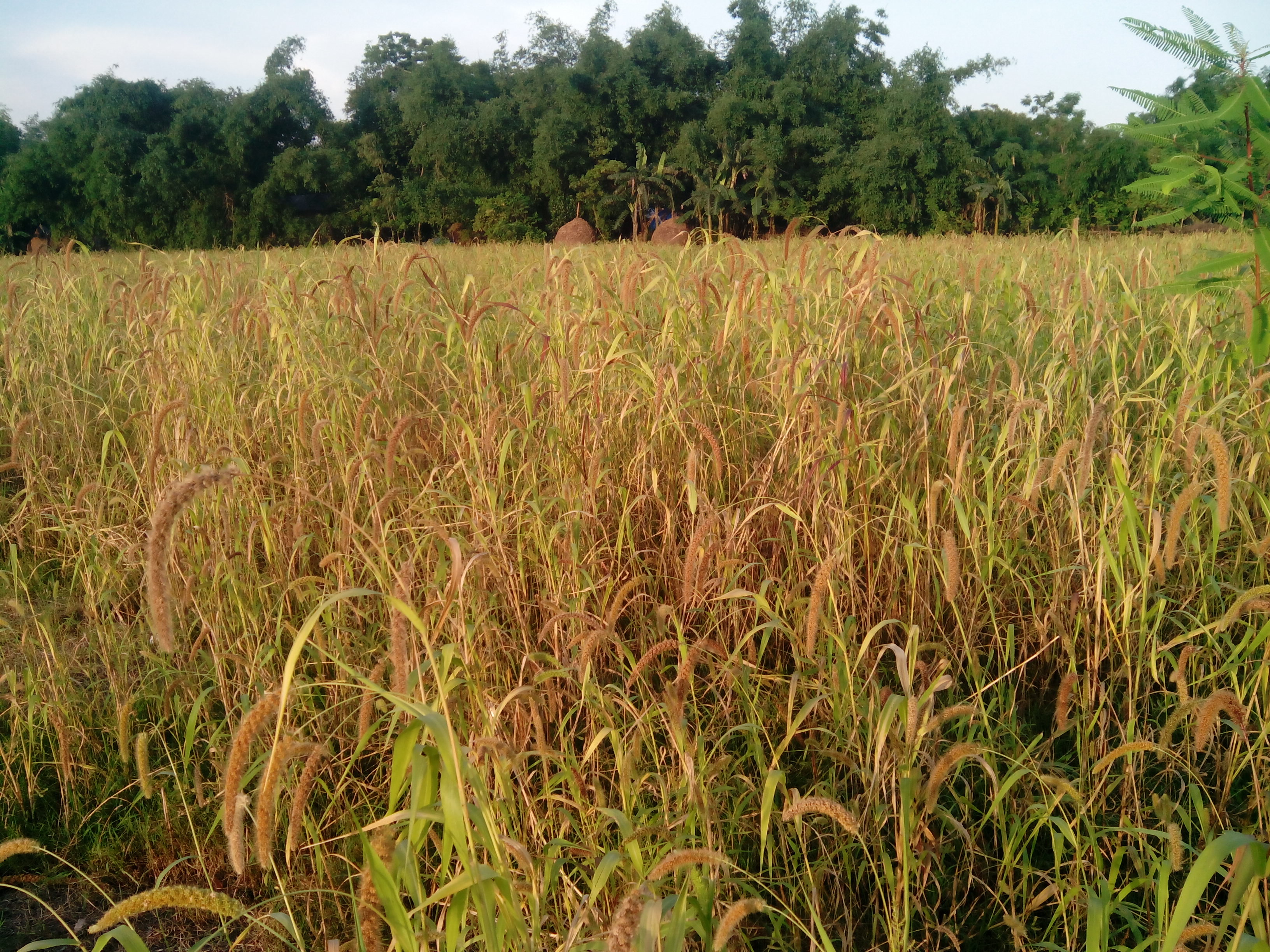
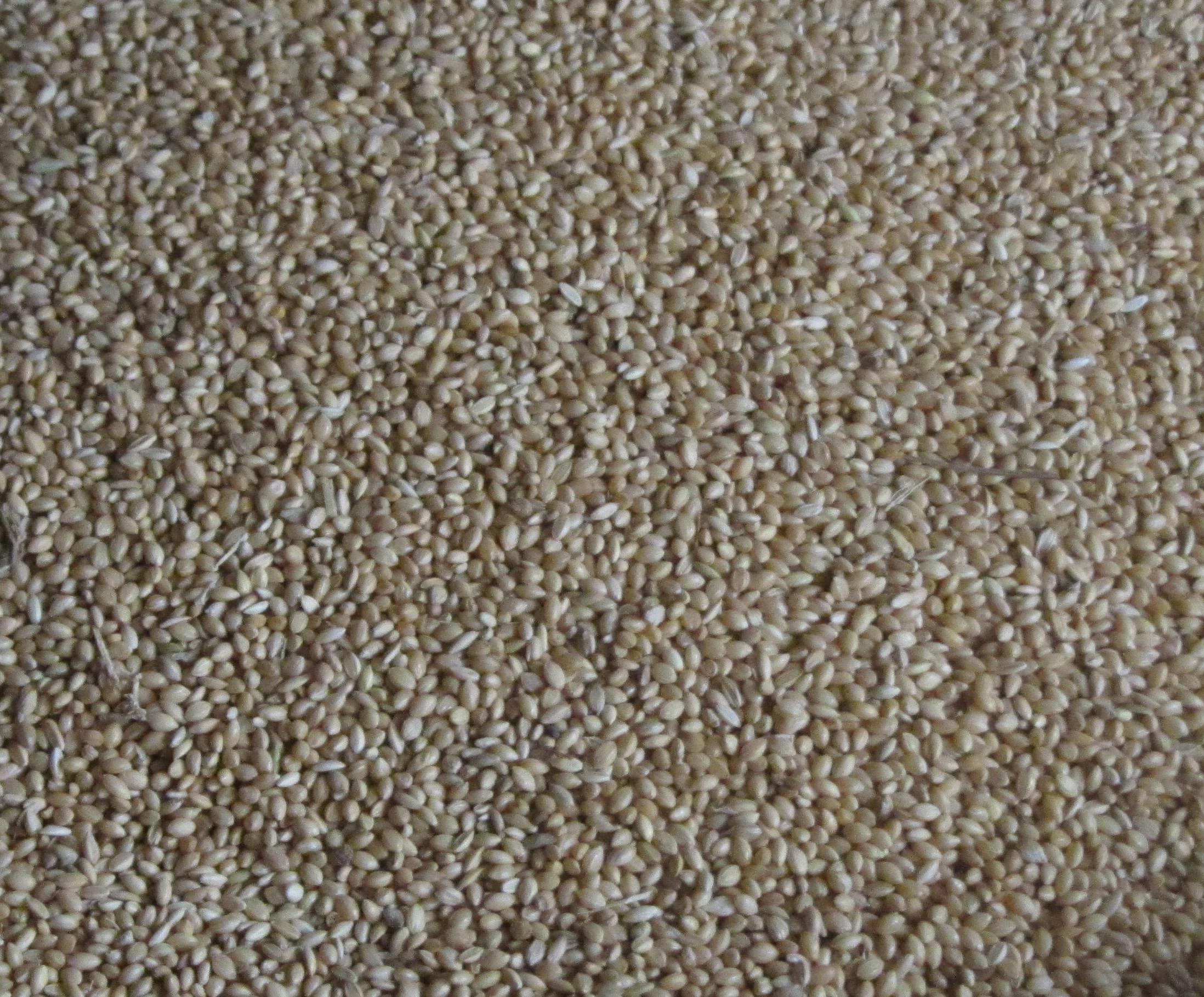
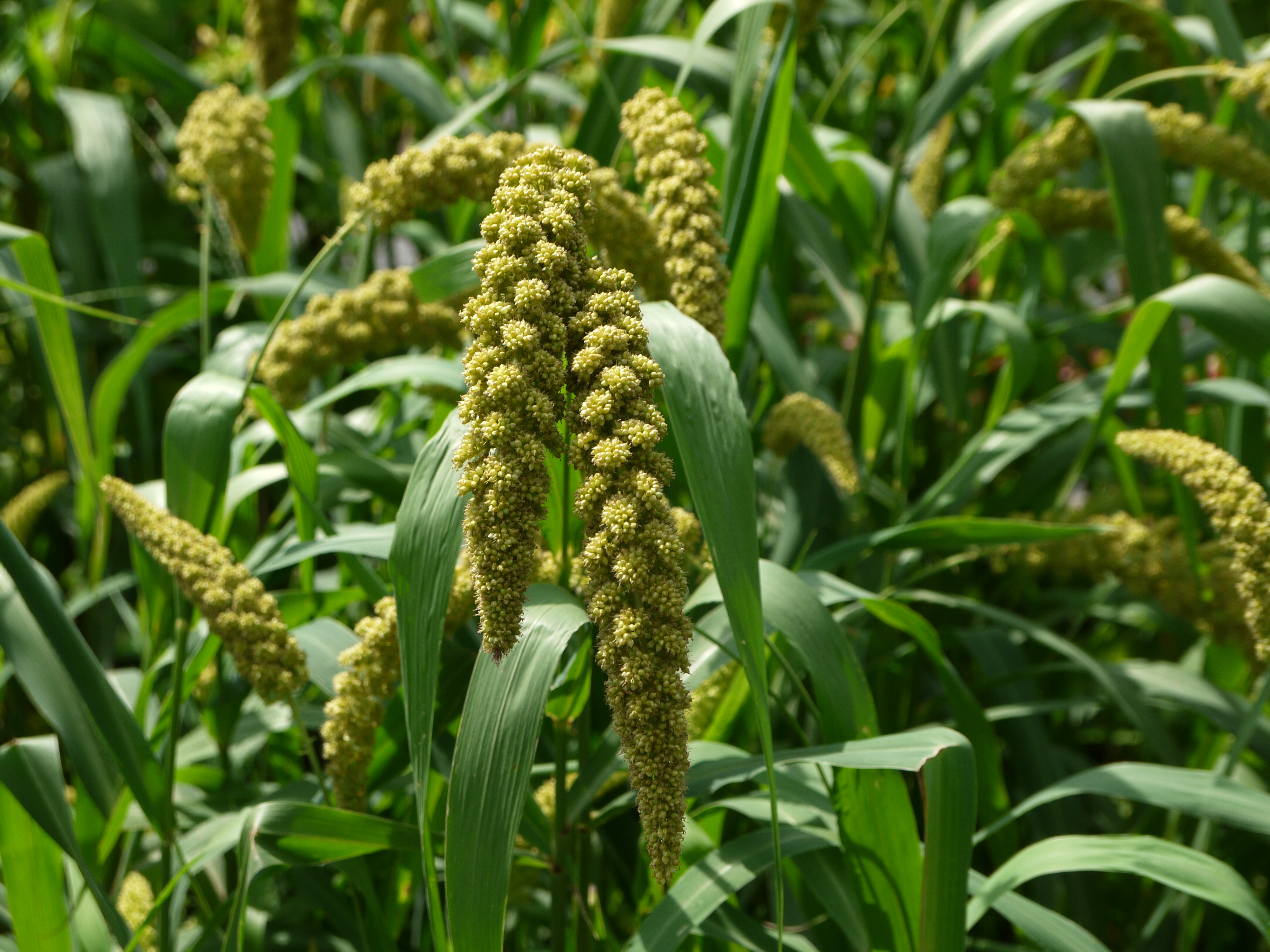
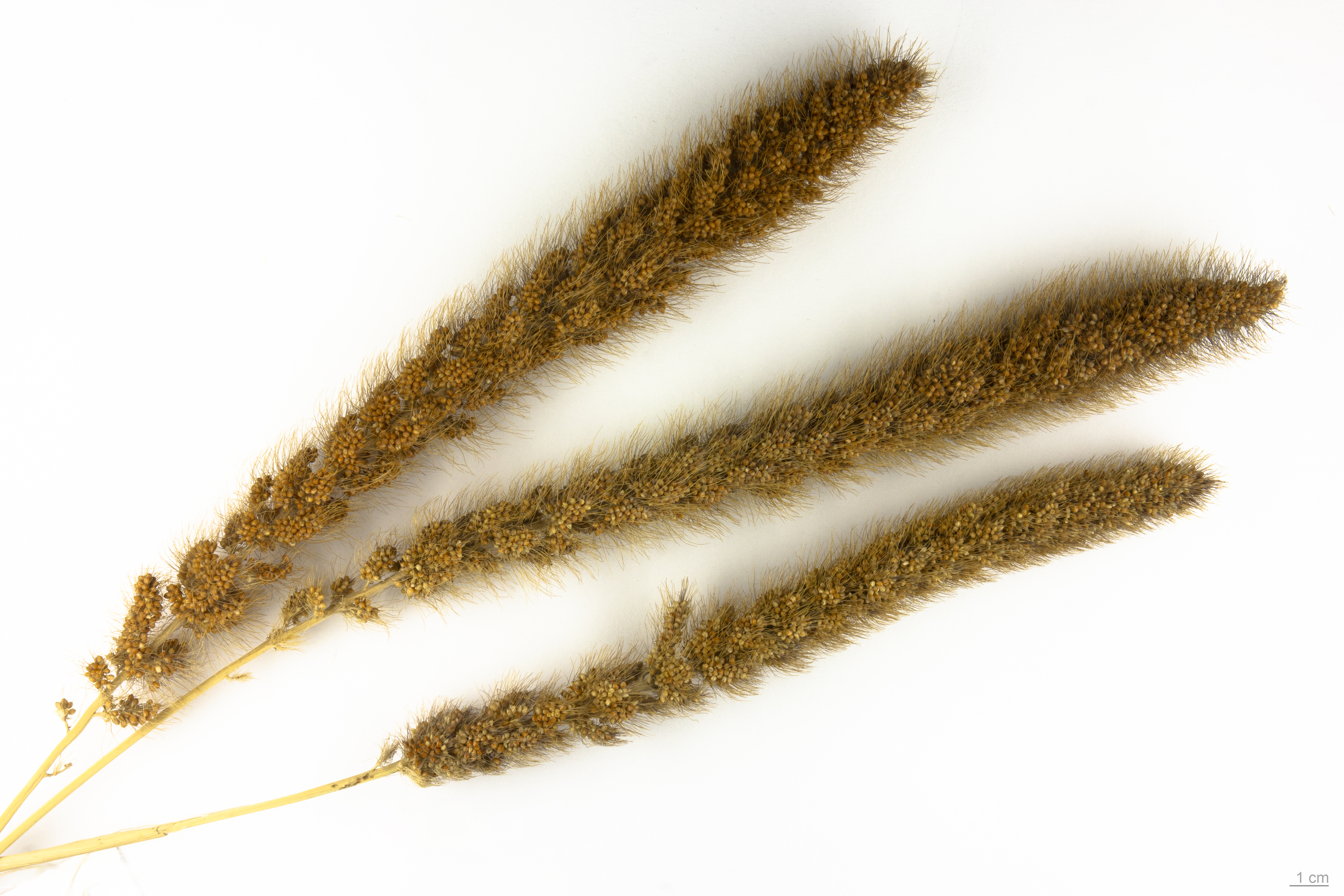
Setaria italica